# وویکووا
وویکووا (به لاتین: Wojkowa) یک روستا در لهستان است که در Gmina Muszyna واقع شده‌است.